# Concepción de María

Concepción de María (uit het Spaans: Ontvangenis van Maria) is een gemeente (gemeentecode 0603) in het departement Choluteca in Honduras. De gemeente grenst aan Nicaragua.
De gemeente ontstond in de plaats Las Pintadas. Daar zijn rotstekeningen gevonden en hiërogliefen die niemand kon ontcijferen.
De hoofdplaats Concepción de María ligt aan de rivier Concepción de María, op een kleine vlakte tussen de ketens Las Pintadas en Lomas de El Peñón.

## Bevolking
De bevolking is als volgt verdeeld:
| Vrouwen | 13.514 | 49,2% |
| Mannen  | 13.955 | 50,8% |

## Dorpen
De gemeente bestaat uit 33 dorpen (aldea), waarvan het grootste qua inwoneraantal: Concepción de María (code 060301).